# ويليام نيكول
ويليام نيكول (بالإنجليزية: William Nicol)‏ هو كاهن وسياسي جنوب أفريقي، ولد في 23 مارس 1887 في جنوب أفريقيا، وتوفي في 22 يونيو 1967 في جنوب أفريقيا. حزبياً، نشط في الحزب الوطني.